# Heidi Ryom
Heidi Ryom (født 26. august 1955, død 5. oktober 2013 ) var en dansk solodanserinde, balletinstruktør og balletpædagog.
Heidi Ryom blev uddannet på balletskolen ved Det Kongelige Teater, og var tilknyttet Den Kongelige Ballet fra 1972, i 1974 blev Heidi Ryom ansat som korpsdanser, og i 1982 blev hun udnævnt til solodanser. I 1988 blev hun ridder af Dannebrogordenen og i 1996 ridder af 1. grad.

## Filmografi
- Giselle (1991)
- De vilde svaner (2009)